# Arzachel (krater księżycowy)
Arzachel – stosunkowo młody księżycowy krater uderzeniowy położony w górach w południowo-centralnej części widocznego Księżyca, zbliżony do księżycowego południka zerowego (środek widocznego Księżyca). Znajduje się on na południe od krateru Alphonsus i wraz z Ptolemeuszem położonym dalej na północ, te trzy kratery tworzą widoczną linię kraterów na wschód od Mare Nubium. Mniejszy Alpetragius leży w północno-zachodniej części, a Thebit w południowo-zachodniej, oba wzdłuż krawędzi morza księżycowego.

## Opis
Arzachel jest niezwykle ostry w swej strukturze i jest jednym z ulubionych obiektów księżycowych dla zaawansowanych astronomów amatorów, który jest widoczny przez teleskop. Brzeg Arzachela pokazuje niewiele oznak zniszczenia i posiada obszerną tarasową strukturę wewnętrzną, zwłaszcza nieco powyżej krawędzi wschodniej. Istnieje też chropowaty zewnętrzny wał, który łączy pasma rozciągające się od północnego krańca krateru do południowej krawędzi Alphonsusa.
Nierówny centralny szczyt Arzachela jest bardzo wyraźny, wyrasta 1,5 kilometra ponad poziom terenu i jest nieznacznie przesunięty na zachód z łukowatym wygięciem od południa do północnego wschodu. Powierzchnia jest stosunkowo gładka z wyjątkiem kilku nieregularności w południowo-zachodniej ćwiartce krateru. Od północnej ściany do południowo-wschodniej krawędzi rozciąga się system bruzd nazywany Rimae Arzachel. Na środku od strony wschodniej na powierzchni krateru znajduje się drugi, mniejszy krater wraz z kolejnymi dwoma zlokalizowanymi dość blisko niego.

## Nazwa

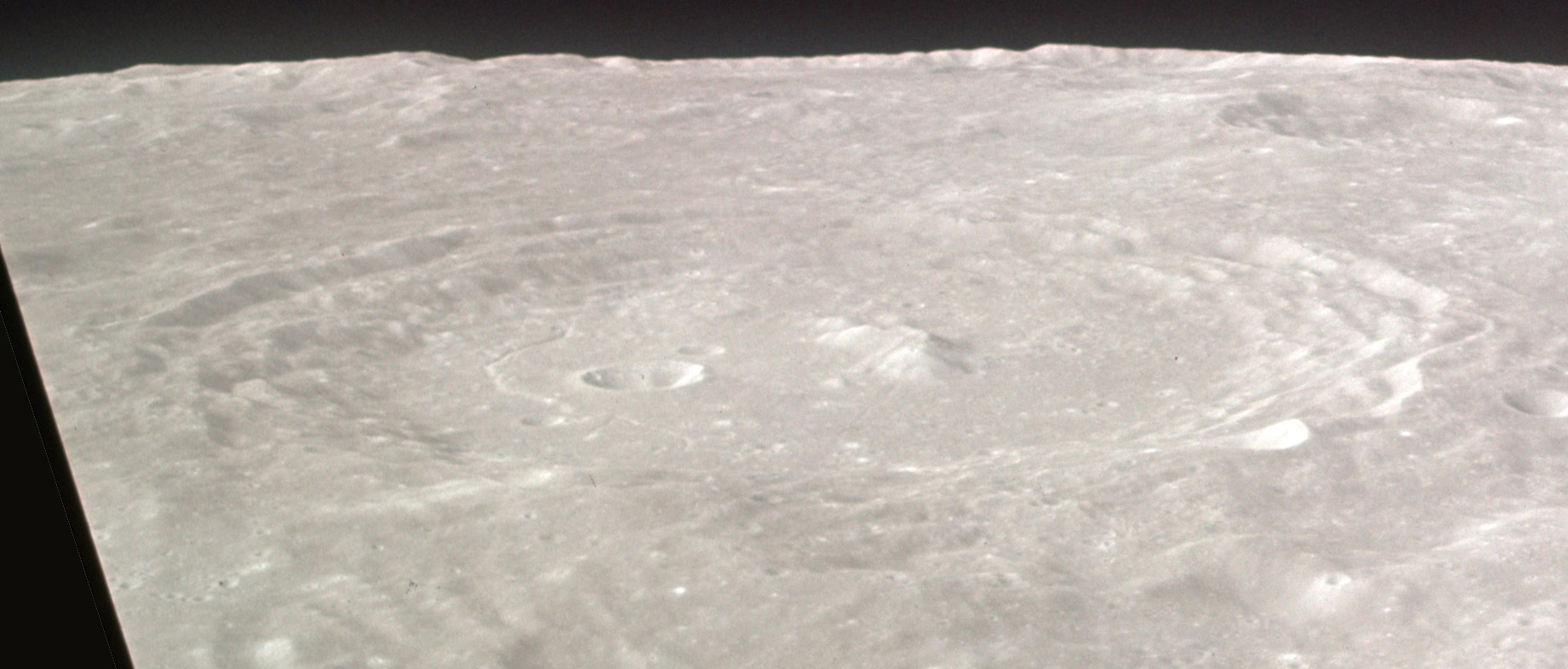
Widok z Apollo 12 od strony południowej

Arzachel to latynizacja nazwiska arabskiego astronoma i matematyka Abū Ishāq Ibrāhīm al-Zarqālī. Jak wiele z kraterów na Księżycu w pobliżu, Arzachel został nazwany przez Giovanniego Ricciolego, którego nomenklatura z 1651 roku stała się standardem. Wcześniej księżycowi kartografowie nazywali krater różnymi nazwami: Michael van Langren na mapie z 1645 nazywa Annae, Reg. Fran., od Anny, regentki Francji, Jan Heweliusz nazwał go Mons Cragus od góry Krágos położonej na terytorium dzisiejszej Turcji.

## Kratery satelickie[2]

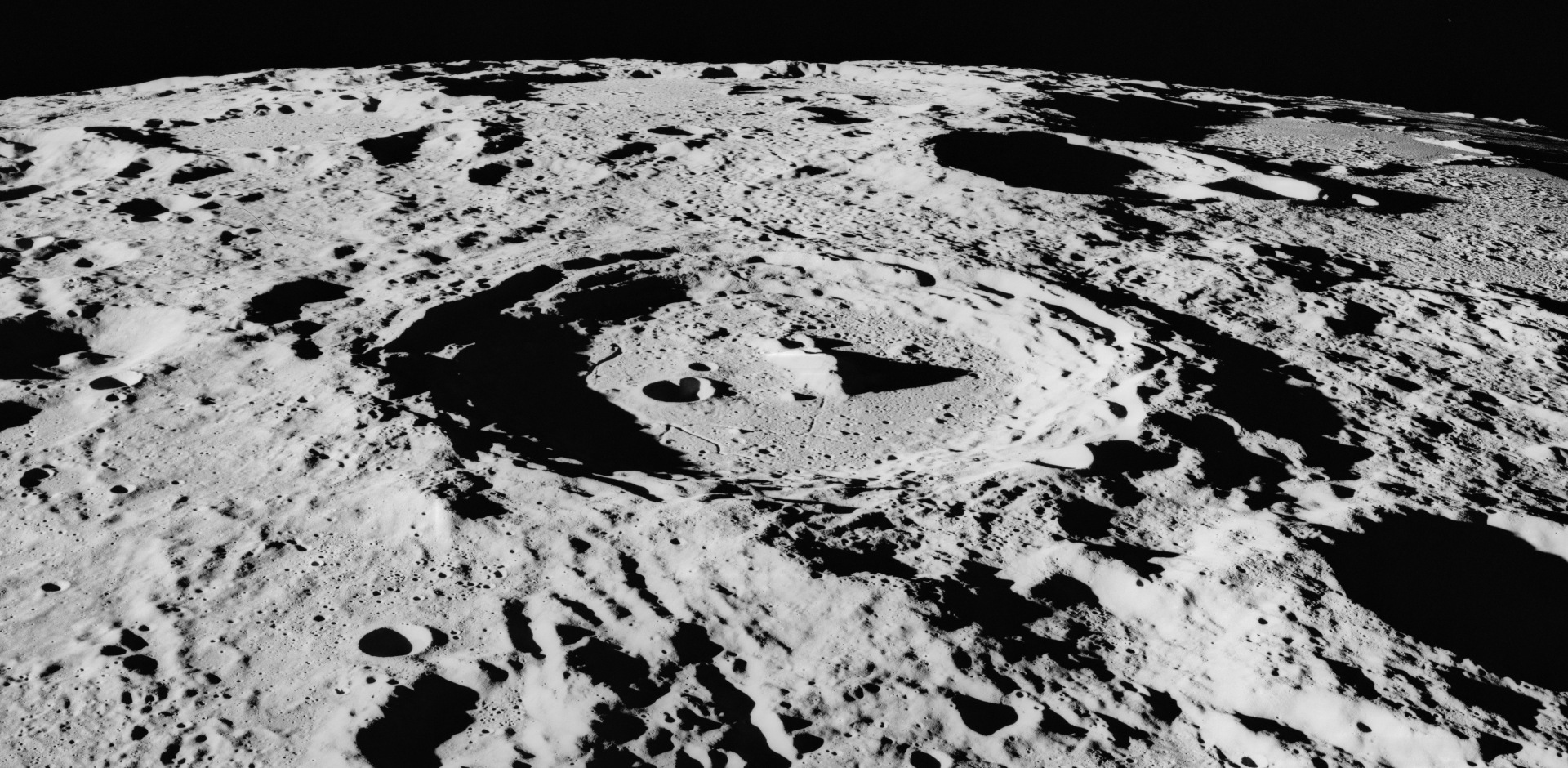
Widok z Apollo 16 od strony południowej

Zgodnie z konwencją, cechy te są oznaczane na księżycowych mapach przez umieszczanie liter po tej stronie środka krateru, która jest bliżej Arzachela.
| Arzachel | Szerokość geograficzna | Długość geograficzna | Średnica |
| -------- | ---------------------- | -------------------- | -------- |
| A        | 18,0° S                | 1,5° W               | 10 km    |
| B        | 17,0° S                | 2,9° W               | 8 km     |
| C        | 17,4° S                | 3,7° W               | 6 km     |
| D        | 20,2° S                | 2,1° W               | 8 km     |
| H        | 18,7° S                | 2,0° W               | 5 km     |
| K        | 18,3° S                | 1,6° W               | 4 km     |
| L        | 20,0° S                | 0,1° E               | 8 km     |
| M        | 20,6° S                | 0,9° W               | 3 km     |
| N        | 20,4° S                | 2,2° W               | 3 km     |
| T        | 17,7° S                | 1,3° W               | 3 km     |
| Y        | 18,2° S                | 4,3° W               | 4 km     |